# Gle Bambongsamlakoi
Gle Bambongsamlakoi är en kulle i Indonesien.   Den ligger i provinsen Aceh, i den västra delen av landet, 1 800 km nordväst om huvudstaden Jakarta. Toppen på Gle Bambongsamlakoi är 457 meter över havet.
Terrängen runt Gle Bambongsamlakoi är varierad.Runt Gle Bambongsamlakoi är det ganska tätbefolkat, med 58 invånare per kvadratkilometer. I omgivningarna runt Gle Bambongsamlakoi växer i huvudsak städsegrön lövskog.